# Référendums en Albanie
Les référendums d'initiative parlementaire ou populaire sont possibles en Albanie, dont la constitution organise le cadre légal de cette forme de démocratie directe.

## Référendums abrogatif d'origine populaire
Les articles 108.4, 150, 151, 152 et 177 de la constitution de 1998, complétée des articles 118, 119 et 126 du code électoral, permettent à la population albanaise de mettre en œuvre des référendums abrogatifs à l'encontre de certaines lois votées par le parlement. 
Les signatures d'au moins 50 000 électeurs inscrits sur les listes électorales doivent pour cela être réunies entre le premier janvier et le 30 novembre de l'année en cours. En 2017, un total de 3 452 324 électeurs étaient inscrits sur les listes, ce qui équivaut à un seuil d'un peu moins de 1,5 % du total des inscrits. En pratique, le nombre de signatures à collecter est cependant plus élevé pour pallier le nombre variable de signatures invalides ou en double.
A ce jour, aucun référendum d'initiative populaire n'a eu lieu en Albanie.

### Restrictions et contrôle constitutionnel
Les référendums abrogatifs ne sont cependant pas autorisés à l'encontre de lois relatives à l’intégrité du territoire de la république de Macédoine, aux droits et libertés fondamentaux de la personne, au budget, aux impôts, aux obligations financières de l'état, aux déclarations de mise en place et de fin de l'état d'urgence, aux déclarations de guerre et de paix, ainsi qu'à celles d'amnistie.
Le projet de référendum est de plus soumis à un contrôle de constitutionnalité de la part de la cour constitutionnelle dans un délai de 60 jours. Si cette dernière donne un avis favorable, ou en l'absence d'avis passé ce délai, la date d'organisation du référendum est promulgué par le président de la république dans les 45 jours. Le référendum ne peut être organisé sur plusieurs jours, ni avoir lieu en même temps que des élections. Le code électoral albanais proscrit par ailleurs l'organisation d'un référendum de quelque type que ce soit dans la période s'écoulant six mois avant et trois mois après des élections législatives. Si des élections anticipées ont lieu, la date du référendum est repoussée à au moins trois mois après le début de la première session de la nouvelle assemblée.

### Conditions de validité
Le référendum est légalement contraignant. Il n'est cependant considéré comme valide qu'a la condition de recueillir la majorité absolue des suffrages exprimés en faveur de l'abrogation de la loi, ainsi qu'au minimum un tiers du total des inscrits sur le registre national des électeurs, ce qui équivaut de fait à un quorum de participation d'au moins un tiers des inscrits. Un référendum ne peut être organisé sur un même sujet qu'une fois passé un délai de trois ans.